# Alick Walker
Alick Donald Walker (* 26. Oktober 1925 in Skirpenbeck, East Yorkshire; † 4. Dezember 1999) war ein britischer Wirbeltier-Paläontologe, der sich mit fossilen Reptilien und Dinosauriern befasste.
Walker studierte zunächst bis 1944 Ingenieurwesen in Cambridge, war dann Radiotechniker in der Royal Navy und begann 1948 ein Studium der Geologie an der University of Bristol. Nach dem Abschluss 1951 ging er an die University of Newcastle, wo er bei Stanley Westoll über fossile Reptilien der oberen Trias von Elgin (Moray) forschte, die schon seit dem 19. Jahrhundert bekannt waren und auch von Friedrich von Huene bearbeitet wurden, danach aber lange nicht mehr. Sie waren meist schlecht erhalten und Walker entwickelte eine neue Methode, mit Hilfe von PVC-Kunststoff Abformungen der Fossilien zu machen, die die anatomischen Details gut festhielt. Seine Dissertation von 1957 behandelte vor allem Stagonolepis. 1964 folgte eine Monographie über Ornithosuchus, in der er auch Eustreptospondylus überarbeitete. In Newcastle wurde er schon 1954 Lecturer in Geologie und arbeitete mit dem Zoologen Alec Panchen zusammen. 1983 ging er aufgrund von Herzproblemen in den Ruhestand.
Er kehrte auch später immer wieder nach Elgin zurück und publizierte über die dortigen Funde, so 2002 mit Michael J. Benton über Erpetosaurus. Viele seiner Untersuchungen veröffentlichte er nicht, stellte sie aber Kollegen zur Verfügung.
Mitte der 1960er wandte er sich der mittleren Trias in den Midlands zu und wies nach, dass das Fehlen der Muschelkalk-Stufe auf die überwiegend terrestrische Sedimentation in dieser Zeit in Großbritannien zurückzuführen war (mit Fossilresten von basalen Archosauriern und Rhynchosauria).
Ab Ende der 1960er Jahre befasste er sich mit den Ursprüngen von Krokodilen und Vögeln. 1972 veröffentlichte er in Nature eine umstrittene (überwiegend von Kollegen abgelehnte) These, die Vorfahren der Vögel wären mit Crocodylomorpha (ähnlich Sphenosuchia) verwandt. Eines seiner Argumente war die Ähnlichkeit der Gehör-Regionen. Auf der Archaeopteryx Konferenz in Eichstätt 1984 gab er zu, dass er sich geirrt haben könnte und dies evolutionäre Konvergenzen sein könnten. Allerdings zog er das 1995 in einem offenen Brief an Kollegen wieder zurück. Er meinte einen deutlichen Unterschied in der zuerst gefundenen Einzelfeder von Archaeopteryx zu denen der Funde mit Skelettresten entdeckt zu haben. Die negativen Reaktionen auf diesen Brief ließen ihn zeitweise erwägen, die weitere Forschung ganz aufzugeben.
Nach dem Ruhestand 1983 widmete er sich einer genauen Analyse von Sphenosuchus acutus aus Südafrika (veröffentlicht in einer großen Abhandlung 1990) und dem Gehirn-Abguss von Archaeopteryx. Zuletzt veröffentlichte er 2002 über die Anatomie des Gehirns und Gehörapparats von Stagonolepis.
Walker benannte 1964 Tyrannosauroidea.
Ihm zu Ehren ist Alwalkeria benannt.

## Schriften
- Triassic reptiles from the Elgin area: Ornithosuchus and the origin of carnosaurs. Philosophical Transactions of the Royal Society of London B 248, 1964, 53–134.
- The reptile fauna of the ‘Lower Keuper’ Sandstone, Geological Magazine 106, 1969, 470–476.
- A revision of the Jurassic reptile Hallopus victor (Marsh), with remarks on the classification of crocodiles, Philosophical Transactions of the Royal Society of London B 257, 1970, 323–372.
- mit Michael Benton Palaeoecology, taphonomy, and dating of Permo-Triassic reptiles from Elgin, north-east Scotland, Palaeontology 28, 1985, 207–234
- Evolution of the pelvis in birds and dinosaurs, in S. M: Andrews, R. S. Miles, A. D. Walker (Hrsg.) Problems in Vertebrate Evolution, Linnean Society Symposia, Serie 4, 1977, 319–358
- A revision of Sphenosuchus acutus Haughton, a crocodylomorph from the Elliott Formation (late Triassic or early Jurassic) of South Africa, Philosophical Transactions of the Royal Society, B, 330, 1990, 1–120